# Voleybol 2. Ligi 2013-2014 (maschile)
La Voleybol 2. Ligi 2013-2014 si è svolta dal 2013 al 2014: al torneo hanno partecipato ventiquattro squadre di club turche e la vittoria finale è andata per la prima volta al Şahinbey.

## Regolamento

### Formula
È prevista una regular season in cui le ventiquattro formazioni iscritte al torneo gareggiano in due gironi da dodici squadre ciascuno, disputando gare di andata e ritorno per un totale di ventidue incontri:
- Le ultime due classificate di ciascun girone retrocedono direttamente in Voleybol 3. Ligi;
- Le prime quattro classificate dei due gironi accedono alle semifinali dei play-off promozione, dove vengono nuovamente divise in due gruppi, questa volta da quattro squadre ciascuno, disputando un round-robin;
- Le prime due classificate alle semifinali dei play-off promozione accedono alla finale dei play-off promozione, che le vede protagoniste di un nuovo round-robin, concluso il quale le prime due classificate sono promosse in Voleybol 1. Ligi.

## Torneo

### Regular season

#### Girone A - Classifica
| Pos. | Squadra              | Pt | G  | V  | P  | SV | SP | Ratio | PF | PS | Ratio |
| ---- | -------------------- | -- | -- | -- | -- | -- | -- | ----- | -- | -- | ----- |
| 1.   | Beşiktaş             | 62 | 22 | 21 | 1  | 65 | 10 | 6.500 |    |    |       |
| 2.   | BAL                  | 51 | 22 | 18 | 4  | 58 | 28 | 2.071 |    |    |       |
| 3.   | Düzce                | 46 | 22 | 16 | 6  | 52 | 30 | 1.733 |    |    |       |
| 4.   | Maliye Okulu         | 44 | 22 | 14 | 8  | 50 | 30 | 1.666 |    |    |       |
| 5.   | TFL Altekma          | 39 | 22 | 12 | 10 | 48 | 40 | 1.200 |    |    |       |
| 6.   | Bahçelievler         | 37 | 22 | 13 | 9  | 45 | 33 | 1.363 |    |    |       |
| 7.   | Seydişehir           | 32 | 22 | 11 | 11 | 40 | 44 | 0.909 |    |    |       |
| 8.   | Tofaş                | 32 | 22 | 9  | 13 | 40 | 41 | 0.975 |    |    |       |
| 9.   | Antalya Türk Telekom | 23 | 22 | 8  | 14 | 29 | 47 | 0.617 |    |    |       |
| 10.  | Korkuteli            | 16 | 22 | 5  | 17 | 27 | 53 | 0.509 |    |    |       |
| 11.  | Kula                 | 14 | 22 | 5  | 17 | 23 | 56 | 0.410 |    |    |       |
| 12.  | Yenişehir            | -1 | 22 | 0  | 22 | 1  | 66 | 0.015 |    |    |       |

| Qualificate ai play-off promozione | Retrocesse in Voleybol 3. Ligi |

#### Girone B - Classifica
| Pos. | Squadra          | Pt | G  | V  | P  | SV | SP | Ratio | PF | PS | Ratio |
| ---- | ---------------- | -- | -- | -- | -- | -- | -- | ----- | -- | -- | ----- |
| 1.   | Şahinbey         | 56 | 22 | 19 | 3  | 61 | 17 | 3.588 |    |    |       |
| 2.   | Kahramanmaraş BB | 54 | 22 | 18 | 4  | 60 | 20 | 3.000 |    |    |       |
| 3.   | Palandöken       | 49 | 22 | 16 | 6  | 52 | 27 | 1.925 |    |    |       |
| 4.   | Sivas Dört Eylül | 48 | 22 | 17 | 5  | 55 | 28 | 1.964 |    |    |       |
| 5.   | Payas            | 45 | 22 | 15 | 7  | 52 | 28 | 1.857 |    |    |       |
| 6.   | Adana Beyza      | 40 | 22 | 14 | 8  | 48 | 35 | 1.371 |    |    |       |
| 7.   | Antakya          | 36 | 22 | 12 | 10 | 42 | 35 | 1.200 |    |    |       |
| 8.   | PTT              | 28 | 22 | 8  | 14 | 34 | 46 | 0.739 |    |    |       |
| 9.   | Melikgazi        | 20 | 22 | 6  | 16 | 28 | 50 | 0.560 |    |    |       |
| 10.  | Niksar           | 14 | 22 | 5  | 17 | 18 | 55 | 0.327 |    |    |       |
| 11.  | Genç Kafkars     | 5  | 22 | 2  | 20 | 14 | 61 | 0.229 |    |    |       |
| 12.  | TVF Spor Lisesi  | 0  | 22 | 0  | 22 | 4  | 66 | 0.060 |    |    |       |

| Qualificate ai play-off promozione | Retrocesse in Voleybol 3. Ligi |

### Play-off promozione

#### Semifinali

##### Gruppo 1 - Classifica
| Pos. | Squadra          | Pt | G | V | P | SV | SP | Ratio | PF | PS | Ratio |
| ---- | ---------------- | -- | - | - | - | -- | -- | ----- | -- | -- | ----- |
| 1.   | Beşiktaş         | 7  | 3 | 2 | 1 | 8  | 3  |       |    |    |       |
| 2.   | Palandöken       | 5  | 3 | 2 | 1 | 6  | 6  |       |    |    |       |
| 3.   | Kahramanmaraş BB | 4  | 3 | 1 | 2 | 5  | 6  |       |    |    |       |
| 4.   | Maliye Okulu     | 2  | 3 | 1 | 2 | 4  | 8  |       |    |    |       |

| Qualificate in finale ai play-off promozione |

##### Gruppo 2 - Classifica
| Pos. | Squadra          | Pt | G | V | P | SV | SP | Ratio | PF | PS | Ratio |
| ---- | ---------------- | -- | - | - | - | -- | -- | ----- | -- | -- | ----- |
| 1.   | Şahinbey         | 7  | 3 | 2 | 1 | 8  | 4  |       |    |    |       |
| 2.   | Sivas Dört Eylül | 6  | 3 | 2 | 1 | 7  | 3  |       |    |    |       |
| 3.   | BAL              | 3  | 3 | 1 | 2 | 5  | 8  |       |    |    |       |
| 4.   | Düzce            | 2  | 3 | 1 | 2 | 3  | 8  |       |    |    |       |

| Qualificate in finale ai play-off promozione |

#### Finale

##### Classifica
| Pos. | Squadra          | Pt | G | V | P | SV | SP | Ratio | PF | PS | Ratio |
| ---- | ---------------- | -- | - | - | - | -- | -- | ----- | -- | -- | ----- |
| 1.   | Şahinbey         | 8  | 3 | 3 | 0 | 9  | 3  |       |    |    |       |
| 2.   | Beşiktaş         | 6  | 3 | 2 | 1 | 8  | 5  |       |    |    |       |
| 3.   | Sivas Dört Eylül | 4  | 3 | 1 | 2 | 5  | 6  |       |    |    |       |
| 4.   | Palandöken       | 0  | 3 | 0 | 3 | 1  | 9  |       |    |    |       |

| Promosse in Voleybol 1. Ligi |